# Ścieżka dźwiękowa serialu Zagubieni
Artykuł przedstawia muzykę, która została wykorzystana w amerykańskim serialu Zagubieni.

## Piosenki

### Sezon 1
| #  | Tytuł utworu                                                 | Artysta                      | Tytuł odcinka              |
| -- | ------------------------------------------------------------ | ---------------------------- | -------------------------- |
| 1  | "Leavin' On Your Mind"                                       | Patsy Cline                  | "Tabula Rasa"              |
| 2  | "Wash Away (Reprise)"                                        | Joe Purdy                    | "Tabula Rasa"              |
| 3  | "Are You Sure?"                                              | Willie Nelson                | "House of the Rising Sun"  |
| 4  | "You All Everybody"                                          | DriveSHAFT (zespół fikcyjny) | "The Moth"                 |
| 5  | "I Shall Not Walk Alone"                                     | The Blind Boys of Alabama    | "Confidence Man"           |
| 6  | "La Mer" (piosenka wykonana przez Shannon)                   | Charles Trenet               | "Whatever the Case May Be" |
| 7  | "Delicate"                                                   | Damien Rice                  | "...In Translation"        |
| 8  | "I Got You (I Feel Good)" (piosenka wykonana przez Hurley'a) | James Brown                  | "The Greater Good"         |
| 9  | "Life Taken Life Given"                                      | Brooke                       | "Exodus: Part 2"           |
| 10 | "Redemption Song" (piosenka wykonana przez Sawyera)          | Bob Marley                   | "Exodus: Part 2"           |

### Sezon 2
| #  | Tytuł utworu                                               | Artysta                   | Tytuł odcinka                            |
| -- | ---------------------------------------------------------- | ------------------------- | ---------------------------------------- |
| 1  | "Make Your Own Kind of Music"                              | Cass Elliot               | "Man of Science, Man of Faith", "Adrift" |
| 2  | "My Conversation"                                          | The Uniques               | "Everybody Hates Hugo"                   |
| 3  | "Easy Money"                                               | Billy Joel                | "Everybody Hates Hugo"                   |
| 4  | "Up on the Roof"                                           | The Drifters              | "Everybody Hates Hugo"                   |
| 5  | "Stay (Wasting Time)"                                      | Dave Matthews Band        | "Abandoned"                              |
| 6  | "Outside"                                                  | Staind                    | "Collision"                              |
| 7  | "Walkin' After Midnight"                                   | Patsy Cline               | "What Kate Did", "Two for the Road"      |
| 8  | "The End of the World"                                     | Skeeter Davis             | "What Kate Did"                          |
| 9  | "He's Evil" (piosenka wykonana przez Charliego)            | The Kinks                 | "The 23rd Psalm", "Fire + Water"         |
| 10 | "Fall on Me"                                               | Pousette-Dart Band        | "The Hunting Party"                      |
| 11 | "Papa Loves Mambo"                                         | Perry Como                | "Fire + Water"                           |
| 12 | "Moonlight Serenade"                                       | Glenn Miller              | "The Long Con"                           |
| 13 | "Catch a Falling Star"                                     | Perry Como                | "Maternity Leave"                        |
| 14 | "Pushin' Too Hard"                                         | The Seeds                 | "The Whole Truth"                        |
| 15 | "Compared to What"                                         | Les McCann & Eddie Harris | "Lockdown"                               |
| 16 | "These Arms of Mine"                                       | Otis Redding              | "S.O.S."                                 |
| 17 | "Hard Way"                                                 | Kasey Chambers            | "Two for the Road"                       |
| 18 | "Voi, Che Sapete"                                          | Mozart                    | "Live Together, Die Alone"               |
| 19 | "Chains and Things"                                        | B.B. King                 | "Live Together, Die Alone"               |
| 20 | "The Land of Two Rivers" (piosenka wykonana przez Kelvina) | B.B. King                 | "Live Together, Die Alone"               |

### Sezon 3
| #  | Tytuł utworu                                     | Artysta           | Tytuł odcinka                                         |
| -- | ------------------------------------------------ | ----------------- | ----------------------------------------------------- |
| 1  | "Downtown"                                       | Petula Clark      | "A Tale of Two Cities", "One of Us"                   |
| 2  | "Moonlight Serenade"                             | Glenn Miller      | "A Tale of Two Cities"                                |
| 3  | "The Thunderer"                                  | John Philip Sousa | "A Tale of Two Cities"                                |
| 4  | "Feel Like Going Home"                           | Corey Harris      | "Further Instructions"                                |
| 5  | "Eko Lagos"                                      | Femi Kuti         | "The Cost of Living"                                  |
| 6  | "I Wonder"                                       | Brenda Lee        | "The Cost of Living"                                  |
| 7  | "Slowly"                                         | Ann Margret       | "I Do"                                                |
| 8  | "Wedding March"                                  | Felix Mendelssohn | "I Do"                                                |
| 9  | "Building a Mystery"                             | Sarah McLachlan   | "Flashes Before Your Eyes"                            |
| 10 | "Wonderwall" (piosenka wykonana przez Charliego) | Oasis             | "Flashes Before Your Eyes", "Greatest Hits"           |
| 11 | "Make Your Own Kind of Music"                    | Cass Elliot       | "Flashes Before Your Eyes"                            |
| 12 | "Shambala"                                       | Three Dog Night   | "Tricia Tanaka Is Dead", "The Man Behind the Curtain" |
| 13 | "Rump Shaker"                                    | Wreckx-N-Effect   | "Exposé"                                              |
| 14 | "Scentless Apprentice"                           | Nirvana           | "Through the Looking Glass"                           |
| 15 | "Good Vibrations"                                | The Beach Boys    | "Through the Looking Glass"                           |

## Soundtracki

### Sezon 1
21 marca 2006 roku, wytwórnia Varèse Sarabande wydała oryginalną ścieżkę dźwiękową pierwszej serii serialu Lost. Zawierała ona wersje utworów pełnej długości, które pojawiły się w poszczególnych odcinkach sezonu pierwszego.
| #  | Tytuł utworu                                   | Długość utworu | Tytuł odcinka                            |
| -- | ---------------------------------------------- | -------------- | ---------------------------------------- |
| 1  | "Main Title (skomponowane przez J.J. Abramsa)" | 0:16           |                                          |
| 2  | "The Eyeland"                                  | 1:58           | "Pilot (Part 1)"                         |
| 3  | "World's Worst Beach Party"                    | 2:44           | "Pilot (Part 1)"                         |
| 4  | "Credit Where Credit Is Due"                   | 2:23           | "Pilot (Part 1)"                         |
| 5  | "Run Like, Um... Hell?"                        | 2:21           | "Pilot (Part 1)"                         |
| 6  | "Hollywood and Vines"                          | 1:52           | "Pilot (Part 2)"                         |
| 7  | "Just Die Already"                             | 1:51           | "Tabula Rasa"                            |
| 8  | "Me and My Big Mouth"                          | 1:06           | "Tabula Rasa"                            |
| 9  | "Crocodile Locke"                              | 1:49           | "Walkabout"                              |
| 10 | "Win One for the Reaper "                      | 2:38           | "White Rabbit"                           |
| 11 | "Departing Sun"                                | 2:42           | "House of the Rising Sun"                |
| 12 | "Charlie Hangs Around"                         | 3:17           | "All the Best Cowboys Have Daddy Issues" |
| 13 | "Navel Gazing"                                 | 3:24           | "Whatever the Case May Be"               |
| 14 | "Proper Motivation"                            | 2:00           | "Hearts and Minds"                       |
| 15 | "Run Away! Run Away!"                          | 0:30           | "Hearts and Minds"                       |
| 16 | "We're Friends"                                | 1:32           | "Homecoming"                             |
| 17 | "Getting Ethan"                                | 1:35           | "Homecoming"                             |
| 18 | "Thinking Clairely"                            | 1:04           | "Outlaws"                                |
| 19 | "Locke'd Out Again"                            | 3:30           | "Deus Ex Machina"                        |
| 20 | "Life and Death"                               | 3:39           | "Do No Harm"                             |
| 21 | "Booneral"                                     | 1:38           | "The Greater Good"                       |
| 22 | "Shannonigans"                                 | 2:25           | "The Greater Good"                       |
| 23 | "Kate's Motel"                                 | 2:07           | "Born to Run"                            |
| 24 | "I've Got a Plane to Catch"                    | 2:37           | "Exodus (Part 2)"                        |
| 25 | "Monsters Are Such Innnteresting People"       | 1:29           | "Exodus (Part 2)"                        |
| 26 | "Parting Words"                                | 5:30           | "Exodus (Part 1)"                        |
| 27 | "Oceanic 815"                                  | 6:11           | "Exodus (Part 2)"                        |

Lista pochodzi z oficjalnej strony wytwórni.

### Sezon 2
3 października 2006 roku, wytwórnia Varèse Sarabande wydała oryginalną ścieżkę dźwiękową pierwszej serii serialu Lost. Zawierała ona wersje utworów, które pojawiły się w poszczególnych odcinkach sezonu drugiego.
| #  | Tytuł utworu                                   | Długość utworu | Tytuł odcinka                  |
| -- | ---------------------------------------------- | -------------- | ------------------------------ |
| 1  | "Main Title (skomponowane przez J.J. Abramsa)" | 0:17           |                                |
| 2  | "Peace Through Superior Firepower"             | 1:26           | "Man of Science, Man of Faith" |
| 3  | "The Final Countdown"                          | 5:48           | "Orientation"                  |
| 4  | "World's Worst Landscaping"                    | 1:17           | "Everybody Hates Hugo"         |
| 5  | "Mess It All Up"                               | 1:27           | "Everybody Hates Hugo"         |
| 6  | "Hurley's Handouts"                            | 4:42           | "Everybody Hates Hugo"         |
| 7  | "Just Another Day on the Beach"                | 2:47           | "The Other 48 Days"            |
| 8  | "Ana Cries"                                    | 1:48           | "The Other 48 Days"            |
| 9  | "The Tribes Merge"                             | 2:03           | "The Other 48 Days"            |
| 10 | "The Gathering"                                | 4:19           | "Collision"                    |
| 11 | "Shannon's Funeral"                            | 2:12           | "What Kate Did"                |
| 12 | "All's Forgiven... Except Charlie"             | 5:19           | "The 23rd Psalm"               |
| 13 | "Charlie’s Dream"                              | 1:50           | "Fire + Water"                 |
| 14 | "Charlie’s Temptation"                         | 0:51           | "Fire + Water"                 |
| 15 | "A New Trade"                                  | 2:39           | "One of Them"                  |
| 16 | "Mapquest"                                     | 0:39           | "Lockdown"                     |
| 17 | "Claire's Escape"                              | 3:44           | "Maternity Leave"              |
| 18 | "The Last to Know"                             | 2:21           | "The Whole Truth"              |
| 19 | "Rose and Bernard"                             | 2:39           | "S.O.S."                       |
| 20 | "Toxic Avenger"                                | 0:40           | "Live Together, Die Alone"     |
| 21 | "I Crashed Your Plane, Brotha"                 | 1:45           | "Live Together, Die Alone"     |
| 22 | "Eko Blaster"                                  | 1:44           | "Live Together, Die Alone"     |
| 23 | "The Hunt"                                     | 3:57           | "Live Together, Die Alone"     |
| 24 | "McGale's Navy"                                | 2:22           | "Live Together, Die Alone"     |
| 25 | "Bon Voyage, Traitor"                          | 5:30           | "Live Together, Die Alone"     |
| 26 | "End Title"                                    | 0:32           |                                |

Lista pochodzi z oficjalnej strony wytwórni.